# 31-й егерский полк
31-й егерский полк

## Места дислокации
В 1820 году — крепость Измаил. Полк входил в состав 16-й пехотной дивизии.

## Формирование полка
Сформирован 24 июля 1806 г. По упразднении егерских полков 28 января 1833 г. все три батальона были присоединены к Белевскому пехотному полку. Старшинство полка сохранено не было.

## Кампании полка
Полк находился в 31-й пехотной дивизии, которая состояла в гарнизоне Риги. Единственной кампанией полка была русско-турецкая война 1828—1829 гг., где полк принимал участие в осаде Варны.
Знаков отличия 31-й егерский полк не имел.

## Шефы полка
- 24.08.1806 — 22.06.1815 — полковник Ведемейер, Александр Иванович 2-й

## Командиры полка
- 13.01.1808 — 28.02.1811 — подполковник Волков
- 12.03.1812 — 22.06.1815 — майор Разницын, Александр Петрович
- 22.06.1815 — 12.12.1819 — полковник Ведемейер, Александр Иванович 2-й
- 15.12.1819 — 26.12.1821 — полковник Ахлёстышев 2-й
- 26.12.1821 — 03.1829 — подполковник фон Кауфман, Пётр Фёдорович